# Aponogeton madagascariensis
Aponogeton madagascariensis är en enhjärtbladig växtart som först beskrevs av Charles-François Brisseau de Mirbel, och fick sitt nu gällande namn av H.Bruggen. Aponogeton madagascariensis ingår i släktet Aponogeton och familjen Aponogetonaceae. Inga underarter finns listade.

## Bildgalleri

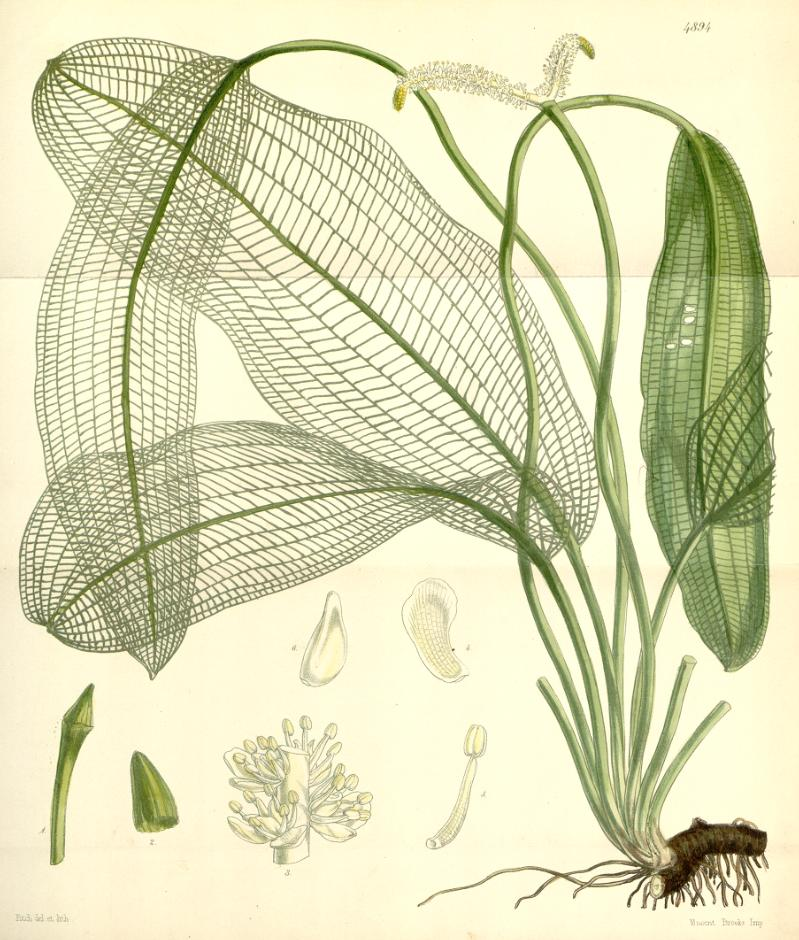
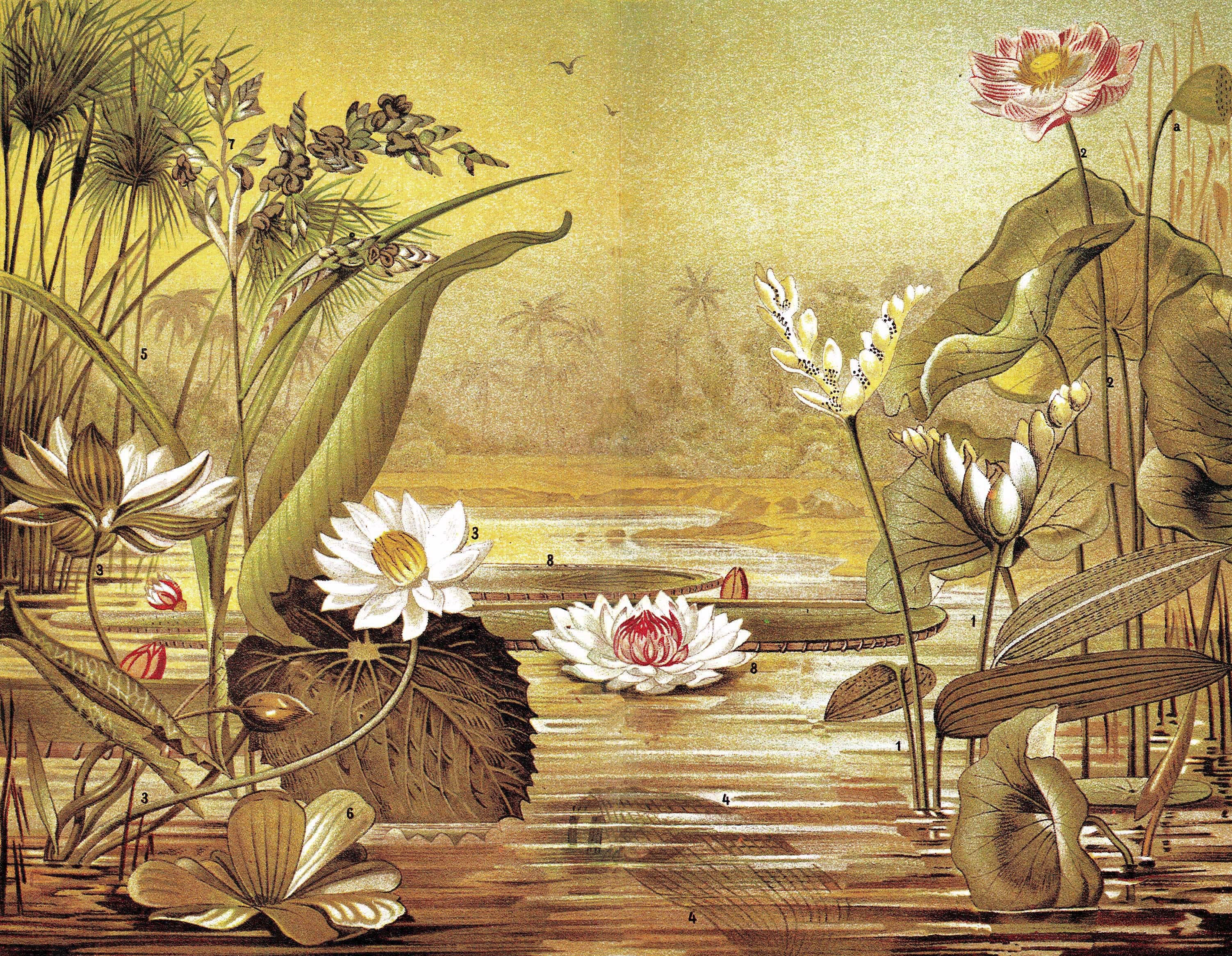